# The Jesus and Mary Chain
The Jesus and Mary Chain est un groupe de rock britannique, originaire de East Kilbride, en Écosse. Formé en 1984 les membres principaux sont les frères auteurs-compositeurs Jim et William Reid. Le groupe marque un temps d'arrêt en 1999, avant de revenir en 2007. Le groupe a enregistré au total huit albums studio.

## Biographie

### Débuts (1983–1984)
Les frères Reid, William (né en 1958) et Jim (né en 1961) grandissent à East Killbride, une ville nouvelle située dans la banlieue de Glasgow. Issus d'une famille ouvrière, ils pointent tous les deux au chômage pendant plusieurs années en ce début des années 1980, marquées par la crise économique qui sévit alors en Grande-Bretagne. Ils trouvent donc dans le rock l'unique moyen de s'en sortir dans une région en plein déclin industriel. Les deux frères tombent d'accord sur leur projet commun : « Écrire des chansons des Shangri-Las avec le son de Einstürzende Neubauten ». Pour constituer leur groupe, les frères Reid recrutent deux musiciens de leur quartier, le bassiste Douglas Hart et le batteur Murray Galglish. Leur cassette de démos arrive finalement entre les mains d'Alan McGee qui gère un tout petit label nommé Creation et qui décide de programmer le groupe dans une petite salle londonienne. Impressionné par ce qu'il entend, McGee signe le groupe dès la fin de la balance, avant même le début du concert.
Le batteur Murray Galglish est rapidement remplacé par Bobby Gillespie (futur chanteur de Primal Scream). Le groupe enregistre son premier single, Upside Down, sorti en novembre 1984, pour le label Creation Records. Malgré un accueil élogieux du premier single par la presse musicale britannique et même si le groupe est encensé par le magazine New Musical Express, ce sont surtout leurs prestations scéniques qui suscitent l'attention.
Le groupe donne ses deux premiers concerts en France le 3 novembre 1984 à la MJC Claudel de Reims, dans le cadre d'une tournée européenne Creation avec Biff Bang Pow! et The Jasmine Minks (en) et le 6 mars 1985 aux Bains Douches à Paris.

### Psychocandy(1985)
Les premières apparitions de The Jesus and Mary Chain deviennent l'objet d'une légende dans le milieu du rock indépendant, rapidement propulsé comme fer de lance du mouvement noise pop avec des groupes tels que My Bloody Valentine. En jouant devant un public peu nombreux, The Jesus and Mary Chain gagne sa notoriété avec de très courts sets. Certains ne durent pas plus de 10 minutes et consistent en un mur de bruit constant composé de larsen et de distorsion, d'autres consistent à jouer dos au public en refusant de lui parler. Plusieurs concerts culminent avec les frères Reid détruisant leur matériel, ce qui fut souvent suivi par des émeutes du public. Tout ceci enchante le manager et patron du label Creation Records, Alan McGee, qui manifestement trouve que le groupe sait facilement attirer l'attention. Il veut simplement que les journalistes de la presse musicale soient présents lorsque ces événements surviennent naturellement, pour s'assurer de faire la couverture des magazines musicaux.
La violence qui suit chaque action du groupe atteint son sommet lors d'un événement qui fait maintenant partie du folklore indépendant. Le 15 mars 1985, The Jesus and Mary Chain joue à la North London Polytechnic (en) devant une de leurs plus grandes foules. Le groupe de la première partie Meat Whiplash créé l'agitation en renvoyant vers le public une bouteille qui leur avait été jetée. Au moment où The Jesus and Mary Chain commence son concert, l'auditoire déjà très échauffé déclenche une émeute bien plus importante et sauvage que toutes celles qu'ait connu le groupe jusqu'à ce jour. La presse musicale est présente ce soir-là et cet événement s'appele par la suite « l'émeute Jesus and Mary Chain »,.
La même année, le groupe signe avec le label Blanco y Negro et sort les singles You Trip Me Up et Never Understand bientôt suivis par leur premier album Psychocandy. Cet album mélange les deux influences principales des frères Reid, le son indé des guitares du Velvet Underground avec les tendances pop des années 1960 de Phil Spector et des Beach Boys. Le groupe est amateur de la drogue LSD et elle influence le son perce-tympan et grinçant, qui devient sa marque de fabrique. Le disque reçoit des critiques unanimement positives et est aujourd'hui considéré comme un enregistrement de référence.
The Jesus and Mary Chain est renvoyé de son label après qu'un combat ait éclaté en Allemagne avec pour conséquence l'arrestation de Reid[Qui ?] pour possession d'amphétamines. Cela leur vaut une comparaison disgracieuse aux Sex Pistols par la presse britannique et les conduit à apparaître dans plusieurs tabloïds. Comme ce fut le cas des concerts du "Anarchy in the UK Tour" des Sex Pistols, des concerts du groupe sont interdits à Plymouth, Birmingham, Sheffield et leur apparition lors d'un concert à Glasgow annulée pour avoir blasphémé sur scène. La dernière date de concert a lieu à Brighton avec un public de 600 personnes et une armée impressionnante de police. Il n'y a pas d'accrochage. Deux mois plus tard, la société de pressage de disque du label WEA refuse la production du single You Trip Me Up parce qu'une partie de son personnel considère comme obscène le morceau de la face B du single, Jesus Sucks. Même si le groupe avait à l'origine souhaité appeler le morceau Jesus Fucks, il est forcé de le remplacer par Just Out of Reach.

### DarklandsetAutomatic(1986–1989)

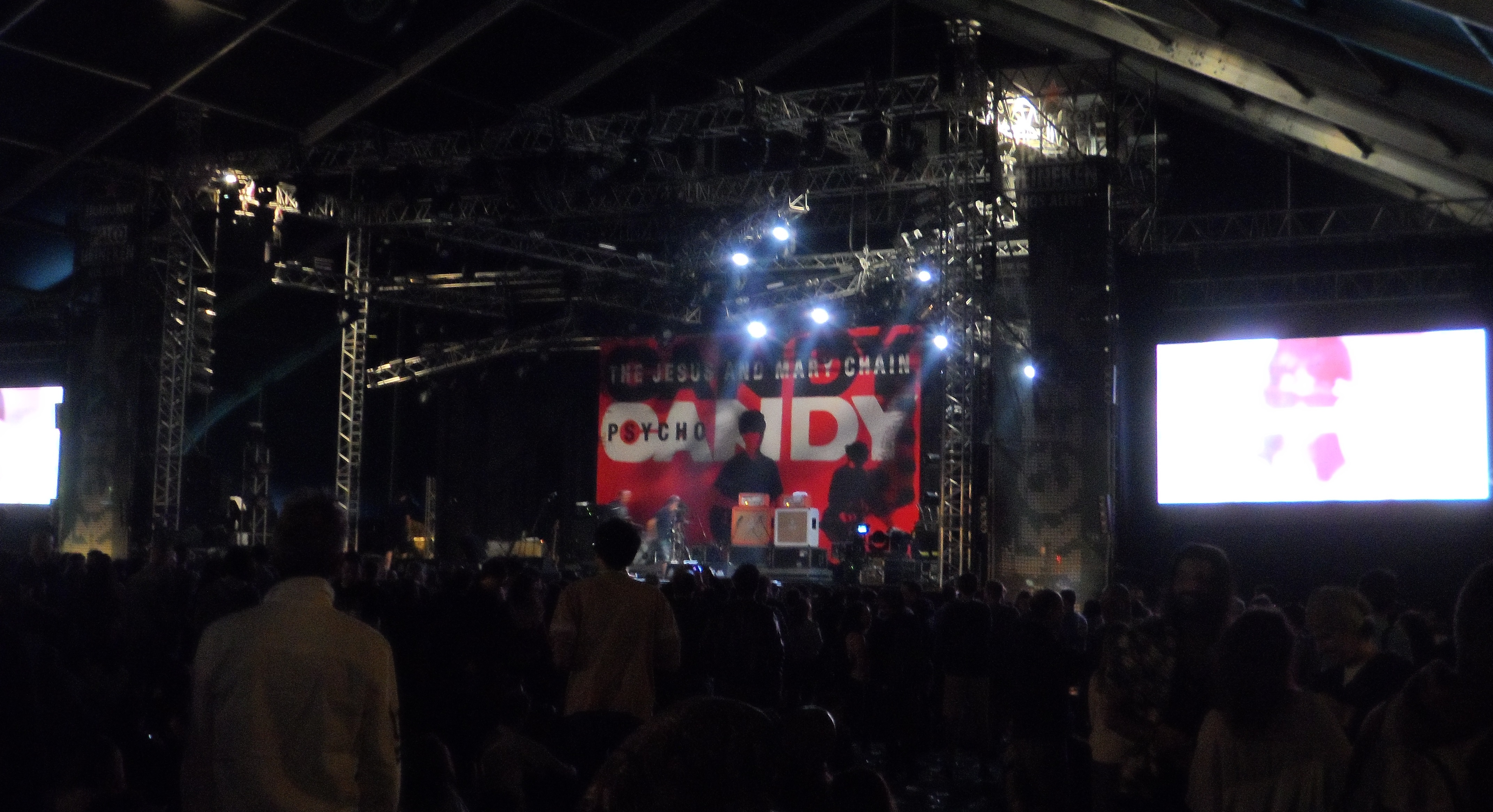
The Jesus and Mary Chain en 2015.

Après l'album Psychocandy, le groupe enregistre et sort le single Some Candy Talking, interprété à tort comme parlant d'usage d'héroïne. Dans une interview parue en 2005 dans le Filter Magazine, Jim Reid déclare que « Some Candy Talking n'avait rien à voir avec la drogue. Cette idée a été répandue par le DJ d'une radio et le titre a ensuite été banni de toutes les radios du Royaume-Uni ». À la suite de la sortie de Some Candy Talking, Bobby Gillespie quitte le groupe pour devenir le leader de Primal Scream à plein temps. Il est remplacé par John Moore, qui quitte lui aussi le groupe lors de la sortie du second album, Darklands, en septembre 1987 (il forme alors Black Box Recorder (en) avec Luke Haines). Moore est remplacé par Dave Evans, ancien ingénieur du son du groupe et bassiste du groupe Biff Bang Pow! (comprenant aussi Alan McGee et Dick Green de Creation Records). D'un son plus mélodique, l'album est enregistré presque entièrement par les frères Reid eux-mêmes, remplaçant la batterie par une boîte à rythme. Il reçoit des critiques très positives par la presse musicale britannique.
Les concerts du groupe étant jusqu'alors considérés comme l'élément fort du groupe et la raison principale de leur succès, est eclipsé par leurs albums. En 1987 et 1988, ils font leur tournée sans batteur, un roadie ayant la charge d'une cassette jouant les parties batterie. Les prestations sont médiocrement reçues et ils reviennent rapidement vers un batteur, en recrutant Richard Thomas pour deux ans, par la suite remplacé par Steve Monti en 1990. Le changement perpétuel des musiciens de Jesus and Mary Chain continue à travers toute leur carrière, avec un renouvellement de batteurs, bassistes et guitaristes recrutés au gré des apparitions télé et des concerts quand cela s'avère nécessaire, la seule constante s'avérant les frères Reid.
La réputation dangereuse du groupe culmine curieusement à un concert au club RPM à Toronto, au Canada, en novembre 1987, quand Jim Reid frappe avec son support à micro deux fans qui lui auraient craché dessus. Jim est arrêté et passe une nuit en prison. Il a plus tard obtenu un acquittement après avoir accepté de donner 500 livres à l'Armée du salut. À la suite de la compilation de morceaux rares Barbed Wire Kisses sortie en 1988 et à une tournée, l'album Automatic sort en septembre 1989. Revendiquant un usage intensif de basse synthétique et de claviers, l'album n'est pas aussi bien reçu que les précédents. Il contient les singles Head On et Blues From a Gun. La violence habituellement associée à la musique du groupe y est pratiquement inexistante et les frères Reid deviennent moins antagonistes et agressifs en général. Il semble qu'ils se soient calmés...

### DeHoney's DeadàMunki(1990–1998)
Après une période plus calme, le groupe contredit ses détracteurs avec leur single suivant, Reverence. Crachant de nouveau une bile punk rock dans toutes les directions, le morceau est censuré à la radio et la vidéo censurée à la télévision à cause de paroles jugées potentiellement offensantes : « I wanna die just like J.F.K., I wanna die in the U.S.A. » (qui se traduit : Je veux mourir comme J.F.K., je veux mourir aux États-Unis). Le single est suivi par la sortie de l'album Honey's Dead en 1992, considéré comme un retour en force : il conserve leur son caractéristique perçant les tympans tout en mêlant des influences de la scène dance britannique du moment. Après la tournée de promotion de l'album et la sortie d'une autre compilation de morceaux rares, The Sound of Speed, ils retournent en studio pour enregistrer leur cinquième album, le très acoustique Stoned and Dethroned qui sort en 1994.
Après le dernier album de la trilogie des raretés, Hate Rock n'Roll en 1995, Jesus and Mary Chain se sépare de Blanco y Negro, leur label depuis plus de dix ans, et signe avec le label indépendant américain Sub Pop. Il y enregistre l'album Munki en 1998, qui sera leur dernier avant leur séparation l'année suivante. L'album est souvent considéré comme musicalement divisé à cause des relations houleuses des frères Reid. Jim Reid se souvient : « William et moi ne nous entendions pas très bien. La dernière année nous nous parlions à peine. Munki est un de mes albums favoris, mais il était très divisé. William allait enregistrer en studio avec le reste du groupe quand je n'étais pas là et j'y allais quand il n'était pas là. »
Le 12 septembre 1998, William a une dispute avec le guitariste Ben Lurie dans le bus de la tournée avant un concert à guichets fermés au célèbre House of Blues de Los Angeles. Jim et William se disputent ensuite pendant 15 minutes en plein concert, avec comme conséquence le départ de William du groupe après ce concert. Le concert est considéré comme l'un des pires du groupe. William était parti et Jim se souvient avoir été complêtement ivre. On estime le concert si mauvais qu'on rembourse le public. Le groupe finit ensuite ses dates japonaises et américaines sans William. À partir de ce moment, il est clair que la vie du groupe est terminée.

### Après-séparation (1999–2006)
Immédiatement après la séparation, William Reid commence une carrière solo sous le nom Lazycame (en) et Jim Reid fonde Freeheat (en), quoique aucun n'ait jamais reçu une quelconque attention ou rencontré du succès. En octobre 2005, les frères Reid sont de nouveau réunis. Le morceau de Jim, Song for a Secret, sort en single avec le morceau Can't Stop the Rock de Sister Vanilla (en), écrit et produit par William et la benjamine de la fratrie, Linda. Le single est édité par le label Transistor Records le 17 octobre. Jim Reid fait la promotion de son morceau lors d'une prestation au London Sonic Cathedral Club pour l'hommage à John Peel, le 13 octobre 2005. Il termine cette prestation exceptionnelle avec un classique des Jesus and Mary Chain, Never Understand.
En 2005, six années après la séparation du groupe, leur morceau Heat, de la compilation Sound of Speed, est utilisé dans une campagne de publicité à la télévision pour la bière Coor's au Royaume-Uni.
John Moore forme Black Box Recorder.

### Retour (depuis 2007)

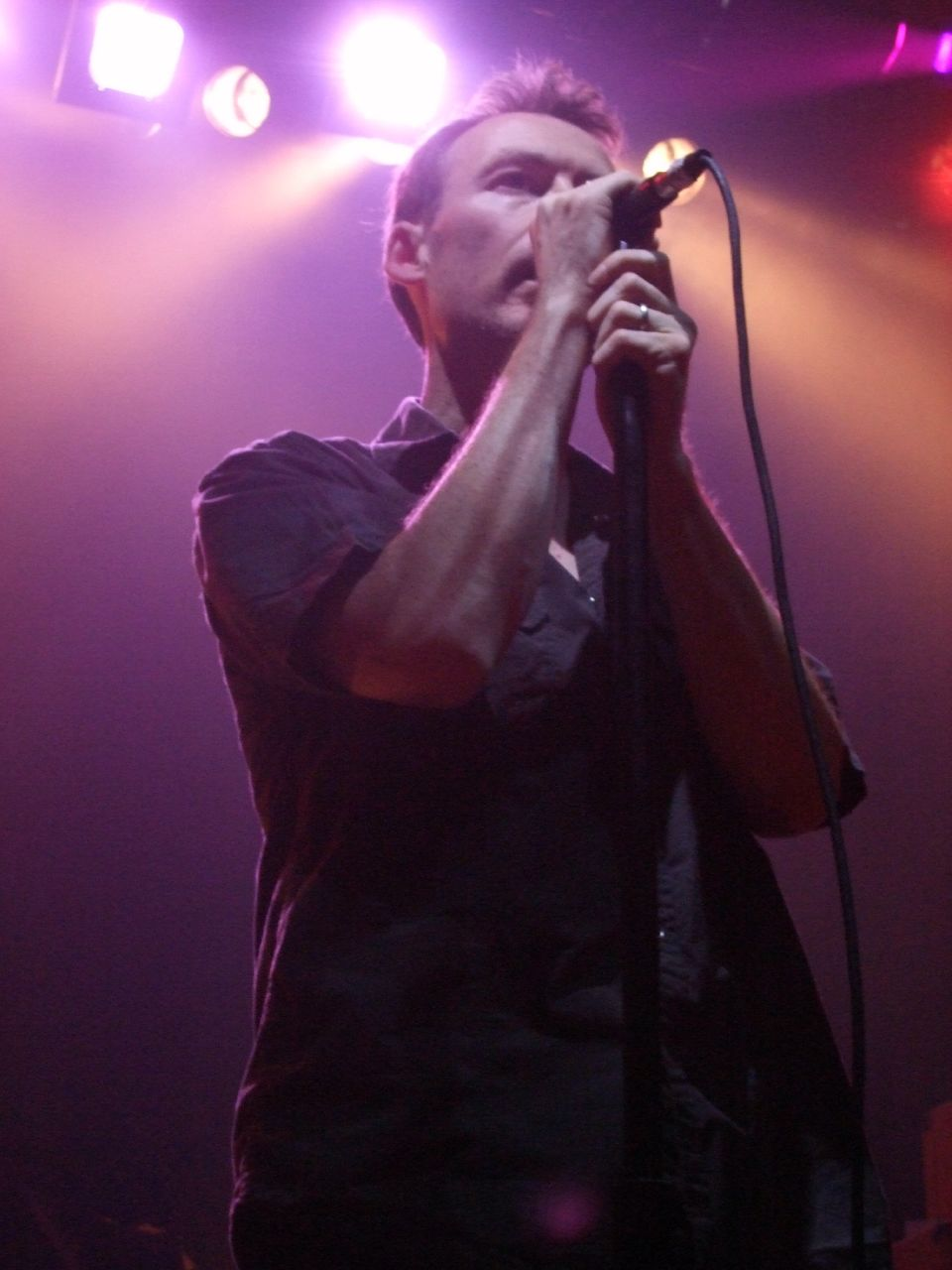
Jim Reid, en concert en 2007.

Le groupe joue au Coachella en avril 2007. Ce même mois, ils sont rejoints sur scène pour la chanson Just Like Honey par l'actrice Scarlett Johansson. Le 26 avril 2007, à Pomona, en Californie, ils sont rejoints par Annie Hardy de Giant Drag. Leur première performance britannique depuis leur retour s'effectue au Meltdown Festival en juin.
En 2010, un best-of, Upside Down: The Best of The Jesus and Mary Chain, est publié chez Music Club Deluxe. Entre mars et septembre 2012, le groupe joue une série de dates nord-américaines, et donne son premier concert en Chine en mai.
En 2013, un coffret vinyle comprenant l'intégralité de leur discographie est annoncé sous le titre de The Complete Vinyl Collection via Demon Music Group,. En mars 2014, le groupe signe de nouveau avec Alan McGee de Creation Management.
En 2015, le groupe annonce avoir repris le chemin des studios. En 2016, la sortie d'un nouvel album pour mars 2017 est annoncée. Damage and Joy sort le 24 mars 2017, et atteint la première position dans le hit-parade anglais de la musique alternative.

## Influence
The Jesus and Mary Chain est parmi les groupes indépendants qui ont eu le plus d'influence. Leur premier album Psychocandy, à l'image de Cocteau Twins, a largement influencé le mouvement shoegazing de la fin des années 1980, tout comme de nombreux autres groupes américains[Lesquels ?]. Des groupes comme My Bloody Valentine et The Stone Roses citent The Jesus and Mary Chain comme influence majeure.[réf. nécessaire] L'influence de The Jesus and Mary Chain demeure aujourd'hui encore une influence qui est confirmée par de nombreuses reprises de chansons du groupe (notamment par les Pixies). Des groupes contemporains comme The Raveonettes, et Black Rebel Motorcycle Club sont très redevables de l'influence de The Jesus and Mary Chain.
Un des atouts de The Jesus and Mary Chain est d'avoir compris que le bruit du punk rock ou de la musique industrielle n'était pas diamétralement opposé à la mélodie de la pop, et que les deux pouvaient s'allier.
Just Like Honey est l'une des chansons de la bande originale du film Lost in Translation de Sofia Coppola.

## Membres

### Membres actuels
- Jim Reid – chant, guitare (1983–1999, depuis 2007)
- William Reid – guitare, chant (1983–1999, depuis 2007)
- Scott Von Ryper – guitare (depuis 2015)
- Brian Young – batterie (depuis 2012)
- Mark Crozer – guitar (2007–2008, 2012), basse (depuis 2013)

### Anciens membres
- Douglas Hart – basse (1984–1991)[16]
- Murray Dalglish – batterie (1984)
- Bobby Gillespie – batterie (1984–1986)
- Martin Hewes – batterie (1986)
- James Pinker – batterie (1986)
- Dave Evans – guitare rythmique (1987–1989)
- Richard Thomas – batterie (1988–1990)
- Ben Lurie – guitare rythmique, basse (1989–1998)
- Steve Monti – batterie (1990–1995)
- Matthew Parkin – basse (1992)
- Barry Blackler – batterie (1992)
- Nick Sanderson – batterie (1993–1998; died 2008)
- Lincoln Fong – basse (1994–1995)
- Geoff Donkin – batterie (1998)
- Phil King - basse, guitare (1998, 2007-2015)
- Loz Colbert – batterie (2007–2008)
- John Moore – guitare (1986–1987, 2012), batterie (1985–1986)
- Duncan Cameron - guitare (1983–1984)

## Discographie

### Albums studio
- 1985 : Psychocandy (Blanco y Negro Records)
- 1987 : Darklands (Blanco Y Negro Records)
- 1989 : Automatic (Blanco Y Negro Records)
- 1992 : Honey's Dead (Blanco Y Negro Records)
- 1994 : Stoned and Dethroned (Blanco Y Negro Records)
- 1998 : Munki (Creation Records)
- 2017 : Damage and Joy (Fuzz Club Records)
- 2024 : Glasgow Eyes (Fuzz Club Records)

### Compilations sélectives et Albums en public
- 1988 : Barbed Wire Kisses (B-Sides and More) (Compilation de singles, faces B, raretés) (Blanco Y Negro Records)
- 1993 : Sound of Speed (Compilation de singles et raretés) (Blanco Y Negro Records)
- 2000 : The Complete John Peel Sessions (Compilation 1984-1989) (Strange Fruit Records)
- 2002 : 21 Singles (1984-1998) (Compilation) (Warner Music Group)
- 2010 : Upside Down: The Best of The Jesus and Mary Chain (Compilation 1984-2008) (Rhino Records)
- 2022 : Live at Barrowland (Concert enregistré à Glasgow au Barrowland Ballroom en 11/2014 durant la tournée Psychocandy 30th Anniversary) (Fuzz Club Records)
- 2023 : Sunset 666 (Concert enregistré au Hollywood Palladium les 11 & 15 décembre 2018) (Fuzz Club Records)